# Molkenhaus (Wernigerode)
Das Molkenhaus im Mittelgebirge Harz bei Hasserode im sachsen-anhaltischen Landkreis Harz ist ein als Fachwerkhaus gebautes, ehemaliges Landwirtschaftsgebäude und Jagdhaus, das derzeit der Verwaltung des Nationalparks Harz dient.

## Geographische Lage
Das Molkenhaus befindet sich im Naturparks Harz/Sachsen-Anhalt im Nationalpark Harz. Es steht rund 7 km südwestlich des Wernigeröder Stadtteils Hasserode zwischen dem Renneckenberg (ca. 933 m ü. NHN) im Westen und der nordöstlich gelegenen Hohen Wand (758 m), auf deren Südostflanke die Ohrenklippen liegen, auf rund 675 m Höhe. Knapp 2 km südlich des Gebäudes entspringt die Holtemme, die etwa 4 km (Luftlinie) ostnordöstlich unterhalb des Hauses durch die Steinerne Renne fließt.

## Geschichte
Das im Auftrag des gräflich-stolbergischen Oberjägermeisters von Meseberg zu Beginn des 18. Jahrhunderts errichtete Fachwerkgebäude gehörte zum Ilsenburger Marienhof und diente der Buttererzeugung und für Jagdzwecke. Zur Zeit des Königreichs Westphalen (1807–1813) gehörte es zum Kanton Ilsenburg. Gegenwärtig wird es von der Verwaltung des Nationalparks Harz genutzt.

## Molkenhausstern
Etwa 550 m (Luftlinie) nordnordwestlich des Molkenhauses liegt etwas südwestlich der Hohen Wand auf der Stadtgrenze von Wernigerode zu Ilsenburg der Molkenhausstern (733 m; ⊙), eine Wald- und Wanderwegkreuzung, die vom Molkenhaus kommend zuletzt auf dem Weg Molkenhauschaussee zu erreichen ist. An der Kreuzung treffen unter anderem der Forstmeister-Sietz-Weg, die Molkenhauschaussee, der Soldansweg und der Victor-von-Scheffel-Weg aufeinander. Zu den von dort aus ansteuerbaren Wanderzielen gehören laut einem an der Kreuzung stehenden Wegweiser (alphabetisch sortiert): Drei Annen Hohne, Hohneklippen, Ilsefälle, Ilsenburg, Ilsestein, Ilsetal, Plessenburg, Schierke, Steinerne Renne, Wernigerode und Wolfsklippen.
Der Molkenhausstern ist als Nr. 23 in das System der Stempelstellen der Harzer Wandernadel einbezogen; der Stempelkasten hängt in einer vor Ort stehenden Schutzhütte. 7,9 km (Luftlinie) nordwestlich befindet sich in Niedersachsen die Stempelstelle Nr. 169 – Molkenhaus.